# یزور
یزور (به فرانسوی: Yzeure) یک کمون در فرانسه است که در آلیه واقع شده‌است. یزور ۴۳٫۲۴ کیلومتر مربع مساحت دارد ۲۳۹ متر بالاتر از سطح دریا واقع شده‌است.

## خواهرخوانده
شهرهای کالچی و گرله خواهرخوانده‌های یزور هستند.